# 池袋レインボー劇場
『池袋レインボー劇場』（いけぶくろレインボーげきじょう）は、えりちんによる日本の漫画作品。『ヤングアニマル』（白泉社）にて、2015年16号から2017年3号まで連載された。
えりちんにとって『ヤングアニマル』連載3作目。単行本第2巻の著者コメントによれば10年間寝かせていたストリップの世界を描くという企画案が通った作品で、初めて女性キャラクターを主人公に据えた作品である。同誌2015年8月発売16号にて連載開始。2017年3号で完結。最終巻となる3巻を3月29日に刊行した。
ライターの粟生こずえは「失われつつあるストリップ劇場という“オトナの遊び場”の魅力を描ききろう」とする作品であり、「主人公が心の奥底にしまった本音や、内面の疑問や矛盾」が描かれる作品と評論している。

## あらすじ
18歳の箱入り娘ユキは、習い事であるバレエの衣装を祖母に捨てられ、家出を決意。遠距離恋愛のつもりだった先輩を訪ねるため上京する。しかし先輩の家には彼女がおり、早くも都会の路頭に迷うマユ。一夜を過ごすにもお金がなく、身分証もない。アルバイトにと飛び込んだセラピーの店は性風俗店だった。店員との講習を前に飛び出すユキだったが、曲がり角で大きな荷物を抱える女性とぶつかり平謝り。荷物からは内掛けがこぼれ、ユキは汚れを落としたいと申し出ると女性のマンションに案内され、しばらく泊っていくことを許される。女性は踊り子の歩夢であり、ユキは次の日彼女のストリップ舞台を見て体に電流が走るのだった。
裸にはなるけれど、たおやかに、しなやかに、それでいて美しく。それは祖母から禁止された自由な踊りであり、優雅な舞であった。目標を失っていたユキは処女の身ながらストリッパーの道を歩みだす。

## 登場人物
ユキ / 芸名：“一本 マユ（いちもと マユ）”
18歳になったばかりの少女。前髪パッツンの黒髪ストレート。基本的にすっぴんで服装もあか抜けない。踊り子デビューまで美容に一切興味がなく、眉毛がつながっため、芸名が「一本マユ」となる。その後T字カミソリで整えようとして眉のほとんどを剃り落とすなど世間知らずゆえの行動もあるが、基本的には生真面目な努力家。
実家は老舗の呉服屋で実父が失踪、実母は病死。母の生前はバレエを習っており、自由演技を得意にする。呉服屋の跡取りとして祖母からは厳しく育てられたため、初歩的な和服の着付けや染み抜きといった知識は身に着けている。掃除や整理整頓といった業務も苦にしないタイプ。
神楽歩夢（かぐら あゆむ）
人気ストリッパー。バレエ仕込みの柔軟さを持つ人気嬢。さばさばした性格で、都内に遠征してくる踊り子を度々家に泊めている。花音によると子供の産めない体とのことだが、実は元男性。
花音（かのん）
ストリッパー。彼氏の移り変わりが激しい「人生模索中女」。地方在住で月に10日間は歩夢宅を借りている。
マチコママ
池袋レインボー劇場の主。チヨちゃんは実母。
チヨ
池袋レインボー劇場の受付をするおばあちゃん。
江夏（えなつ）
警察官。路頭に迷うユキを補導した過去を持つが、実は熱狂的なストリップファン。歩夢を崇拝し、ユキことマユには厳しくも愛のある叱咤をする。
タクゾー
ユキの近隣に住む中学一年生。老け顔で何度も劇場に忍び込もうとするが、そのたびに追い払われている。母は元有名AV女優で、これも伴って学校ではいじめられている。性風俗知識に長けており、ユキにとってよき相談相手で理解者。本名は「沢村典雅」。
マサちゃん
元踊り子の振り付け師。育児に終われておりノイローゼ気味だが、チア仕込みのダンスは世界レベル。復帰も薦められているが、帝王切開の後があるため、ストリップでの復帰は考えていない。
若松聡（わかまつ さとし）
タクゾーの中学での担任教師（臨時）。専門は美術で、公園での写生中、ダンス練習をしていたユキと出会う。付き合った女性にAV出演歴があると分かり別れを切り出すなど、彼氏以外に裸を見せることを理解できない倫理感を持つが、前述の経緯で出会ったユキに恋してしまう。
容姿のモデルはお笑い芸人の曇天三男坊。

## 書誌情報
- えりちん 『池袋レインボー劇場』白泉社〈ヤングアニマルコミックス〉、全3巻
  1. 2016年6月29日発売[6]、ISBN 978-4-592-14184-6
  2. 2016年10月28日発売[7]、ISBN 978-4-592-14185-3
  3. 2017年3月29日発売[8]、ISBN 978-4-592-14186-0